# Договор Тысяч
Договор Тысяч — договор об отраслевом соревновании между рабочими коллективами девяти предприятий Твери, Москвы, Иваново-Вознесенска и Вышнего Волочка, а также скульптурная композиция, созданная в ознаменование 50-летия подписания этого договора.

## Договор о социалистическом соревновании

### Предпосылки к зарождению социалистического соревнования
24 — 27 декабря 1917 года В. И. Ленин написал статью «Как организовать соревнование?», в которой уделил особое внимание вопросам организации производства. Ленин отмечал:

Социализм не только не угашает соревнования, а, напротив, впервые создаёт возможность применить его действительно широко, действительно в массовом размере, втянуть действительно большинство трудящихся на арену такой работы, где они могут проявить себя, развернуть свои способности, обнаружить таланты...
Впервые эта работа была опубликована уже после смерти вождя, 22 января 1929 года, на странице 18-го номера газеты «Правда». Эта статья, а также обращение 16-й партийной конференции «Ко всем рабочими трудящимся крестьянам Советского Союза» о развитии соревнования, стали идейной основой движения трудящихся за повышение производительности труда, качества выпускаемой продукции, рациональной организации труда и экономного расходования ресурсов.
20 января 1929 года на страницах газеты «Тверская правда» рабочие текстильных предприятий вызвали на соревнования за снижение себестоимости продукции, улучшение её качества, повышение производительности труда, текстильщиков Иваново-Вознесенской губернии. Вскоре делегация тверских рабочих побывала на трех текстильных фабриках Иваново-Вознесенской губернии. В марте рабочие московской фабрики «Трёхгорная мануфактура» вызвали на соревнование тверскую фабрику «Пролетарка».

### Подписание договора
В апреле 1929 года в Твери состоялся съезд текстильщиков, на который прибыли делегаты девяти текстильных фабрик: Тверской Пролетарской мануфактуры, мануфактуры им. Вагжанова, Московской Трехгорной мануфактуры, Переволоцкой мануфактуры, Вышневолоцких фабрик, Кохомской, Сосненской и Рождественской фабрик Иваново-Вознесенска.
7 апреля 1929 года в Твери прошла общегородская демонстрация, в которой участвовало более 20 000 граждан. По её окончании, представители десяти текстильных предприятий Твери, Москвы и Иваново-Вознесенска и Вышнего Волочка собрались в Большом Пролетарском театре для подписания договора о социалистическом соревновании, который получил название «Договор тысяч» («Договор пятидесяти восьми тысяч»). В соревновании приняли участие 58 389 рабочих. Коллективы обязались снижать себестоимость, укреплять дисциплину, бережно относиться к сырью и материалам, успешно выполнить промфинплан и план первой пятилетки.
Договор подписывали шестнадцать делегатов каждого из девяти предприятий. От имени фабрики «Пролетарка» договор подписали рабочие М. Ф. Таврунова, Смирнова, Иванов, Карандашов, Морозов. От имени мануфактуры им. Вагжанова договор подписала ткачиха Е. С. Давыдова, от лица текстильщиков Иваново-Вознесенска договор подписали рабочие Сосневской отделочной фабрики. Съемочная группа кинохроники, прибывшая из Москвы, запечатлела это событие.
На церемонии подписания договора рабочий Мухин от лица коллектива Пролетарской мануфактуры принял вызов «Трёхгорки» и огласил обязательство к 1 мая снизить себестоимость продукции на 9,24 %. От лица прогульщиков рабочий Гурьянов взял обязательство прекратить прогулы.
Согласно тексту договора, в соревнование вступили:
от Московской Трёхгорной мануфактуры — 7 121 человек,
от Тверской Пролетарской мануфактуры — 14 206 человек,
от Тверской мануфактуры им. Вагжанова — 5 874 человека,
от Переволоцкой мануфактуры — 335 человек,
от Вышневолоцких фабрик — 9 785 человек
от Кохомской, Сосненской и Рождественской фабрик — 21 068 человек.
Таким образом, в соревновании приняли участие 58 389 рабочих.
Газета «Правда» писала:

Это событие, закончившееся грандиозной демонстрацией, лишний раз показывает нам продолжающийся рост политического самосознания рабочих масс, твердо и неуклонно идущих по ленинскому пути...
На последующем митинге, прошедшем на площади Ленина перед производственным корпусом Пролетарской мануфактуры рабочие призвали всех трудящихся Советского Союза последовать своему примеру. Мероприятие завершилось оружейным салютом.

### Последующие события
В апреле 1929 года около двух миллионов рабочих различных отраслей народного хозяйства стали участниками соревнования. Важное значение в развертывании соревнования имело также Постановление ЦК ВКП(б) от 9 мая 1929 года «О социалистическом соревновании фабрик и заводов». Профсоюзным и хозяйственным организациям было дано поручение о доведении плановых заданий до сведения рабочих отдельных цехов и мастерских, чтобы ударные бригады, исходя из заданий промфинплана, могла взять на себя конкретное обязательство с конкретными сроками выполнения по увеличению объемов производства, улучшению качества, увеличению производительности труда, снижению себестоимости продукции.
Подписание Договора Тысяч способствовало распространению ударничества (так, на фабрике «Пролетарка» число ударных бригад в октябре — декабре 1929 года возросло с 22 до 121), развитию социалистического соревнования (на Вышневолоцкой мануфактуре число участников соревнования за октябре — декабре 1929 года увеличилось более чем в 2 раза и составило 2,5 тыс. человек).
7 апреля 1968 года на слете текстильщиков Калининской, Московской и Ивановской областей, прошедшем в здании Большого Пролетарского театра, был заключен новый договор о социалистическом соревновании по типу Договора Тысяч, в котором приняли участие также коллективы швейных, химических, машиностроительных предприятий.

## Монументальная композиция
7 апреля 1979 года в Калинине прошли праздничные мероприятия по случаю 50-летия подписания договора. В ознаменование этого события, на здании бывшего Большого Пролетарского театра, где проходила церемония подписания договора, была установлена мемориальная доска. На площади, прилегающей к хлопчатобумажному комбинату, была заложена монументальная композиция, сама площадь получила название «Площадь Договора Тысяч».
Открытие композиции состоялось 28 декабря 1982 года. Авторами композиции стали скульптор Е. А. Антонов и архитектор В. А. Фролов, монумент в стиле соцреализма. Монумент изображает четырёх текстильщиц и текстильщиков в момент подписания договора, стоящих у колонны, покрытой тканью; за спиной у рабочих развевается знамя. На памятнике высечены слова:

Договор не простая бумажка – договор революционная клятва 

Пролетарии всех стран соединяйтесь!
На митинге в честь открытия памятника присутствовали текстильщики Калинина, представители других трудовых коллективов города. Выступили с речью первый секретарь Калининского обкома КПСС П. А. Леонов, министр текстильной промышленности РСФСР А. М. Парамонов и участница подписания договора М. Ф. Таврунова.
Окончательное оформление площади произошло в 2000-х годах с постройкой многоэтажных домов №№ 9 и 9 к. 1 по улице Виноградова. Сама площадь получила радиально-кольцевую планировку и выходит на проспект Калинина

## Статьи
- Сегодня подписывается Договор Тысяч (недоступная ссылка — история) // «Калининская Правда» : газета. — Тверь, 7 апреля 1929. — № 79. — С. 1 — 2.
- Живое творчество масс… // «Рабочий край» : газета. — Иваново-Воскресенск, 10 апреля 1929. — № 80. — С. 77 — 80.
- В. Анисимов. Своя ноша // «Смена» : журнал. — М., сентябрь 1979. — № 1256.
- В. Гершфельд. Памятник трудовой славы // «Калининская Правда». — Калинин, 24 мая 1983.
- В. Костюковский. Трудовому народу посвящается: торжественное открытие монументальной композиции, сооруженной в честь 50-летия подписания «Договора тысяч» в г. Калинине // «Калининская Правда». — Калинин, 25 декабря 1982.
- Г. Сорокин. Тверь: Гремела слава трудовая… // Позиция. — Тверь, 8 мая 2009. Архивировано 23 июня 2009 года.
- А. Ульянов. «Договор тысяч» // Тверская жизнь. — Тверь, 19 мая 2011.